# Língua roglai
Roglai é uma língua Châmica  da família das Malaio-Polinésias falada por cerca de 100 mil pessoas no sul do Vietnã. 

## Dialetos
São 4 os dialetos (Cobbey 1977):
- Setentrional
- Du Long
- Meridional
- Cac Gia

Seu nome local é  Radlai, significando "povo da floresta"